# Kianz Froese
Kianz González-Froese (L'Avana, 16 aprile 1996) è un calciatore cubano naturalizzato canadese, centrocampista svincolato.

## Biografia
È nato a L'Avana da madre cubana e padre canadese.

## Caratteristiche tecniche
È un centrocampista centrale.

## Carriera

### Club
Cresciuto nelle giovanili del Vancouver Whitecaps, ha esordito in prima squadra l'8 maggio 2014 in occasione del match di Canadian Championship perso 2-1 contro il Toronto FC.

### Nazionale
Dopo aver disputato 3 match con la nazionale Under-17 cubana, nel 2013 ha scelto di vestire la maglia della nazionale canadese.
Dopo aver giocato con le selezioni Under-17 e Under-20, ha esordito con la nazionale maggiore il 14 ottobre 2015 in occasione dell'amichevole pareggiata 1-1 contro il Ghana.

## Statistiche

### Cronologia presenze e reti in nazionale
| Cronologia completa delle presenze e delle reti in nazionale ― Canada | Cronologia completa delle presenze e delle reti in nazionale ― Canada | Cronologia completa delle presenze e delle reti in nazionale ― Canada | Cronologia completa delle presenze e delle reti in nazionale ― Canada | Cronologia completa delle presenze e delle reti in nazionale ― Canada | Cronologia completa delle presenze e delle reti in nazionale ― Canada | Cronologia completa delle presenze e delle reti in nazionale ― Canada | Cronologia completa delle presenze e delle reti in nazionale ― Canada |
| Data                                                                  | Città                                                                 | In casa                                                               | Risultato                                                             | Ospiti                                                                | Competizione                                                          | Reti                                                                  | Note                                                                  |
| --------------------------------------------------------------------- | --------------------------------------------------------------------- | --------------------------------------------------------------------- | --------------------------------------------------------------------- | --------------------------------------------------------------------- | --------------------------------------------------------------------- | --------------------------------------------------------------------- | --------------------------------------------------------------------- |
| 13-10-2015                                                            | Washington                                                            | Ghana                                                                 | 1 – 1                                                                 | Canada                                                                | Amichevole                                                            | -                                                                     |                                                                       |
| 5-2-2016                                                              | Carson                                                                | Stati Uniti                                                           | 1 – 0                                                                 | Canada                                                                | Amichevole                                                            | -                                                                     | 46’                                                                   |
| Totale                                                                |                                                                       | Presenze                                                              | 2                                                                     |                                                                       | Reti                                                                  | 0                                                                     |                                                                       |